# Шеховцов, Анатолий Фёдорович
Анатолий Федорович Шеховцов (25 ноября 1930, Харьков — 14 августа 2012, Харьков) — советский и украинский учёный, академик Академии наук высшей школы Украины, заведующий кафедрой двигателей внутреннего сгорания Харьковского политехнического института (1970-2001). Доктор технических наук, профессор, Заслуженный деятель науки и техники УССР. Кавалер награды Ярослава Мудрого. Специалист в области двигателей внутреннего сгорания.

## Биография
Родился в Харькове в рабочей семье, воспитывался без отца. Мать — Анна Ильинична Шеховцова (1904-1982), швея швейной фабрики им. Тинякова, была членом ВУЦИК. Во время оккупации Харькова оставался с матерью на оккупированной территории, после освобождения мать была исключена из партии и руководящих органов из-за того, что не смогла эвакуироваться.
В 1949 году окончил с золотой медалью 4-ю железнодорожную среднюю школу и поступил в Харьковский механико-машиностроительный институт (интересовался международной политикой и рассматривал возможность поступления в Московский институт международных отношений, но вследствие пребывания в оккупации поступление в этот вуз было для него под запретом). После объединения механико-машиностроительного института с Харьковским политехническим институтом закончил этот вуз с отличием в 1954 году и остался там работать. Занимал должности руководителей комсомольской и партийной организации ХПИ, был организатором участия студентов и сотрудников вуза в освоении целины, командиром институтского студенческого отряда, награждён медалью «За освоение целинных земель».
С 1970 по 2001 год был заведующим кафедрой двигателей внутреннего сгорания Харьковского политехнического института. За это время превратил кафедру в ведущее заведение по обучению специалистов соответствующего профиля, подготовил к защите 18 кандидатов и 6 докторов технических наук. В 2001 году перешел на должность профессора той же кафедры. Общий трудовой стаж в ХПИ — более 50 лет.
В 1963 году защитил кандидатскую диссертацию, а в 1979 — докторскую. Тема докторской диссертации — «Исследование нестационарных тепловых режимов поршней перспективных тракторных дизелей». Научные направления работы: проблемы теории, конструкции, технологии и эксплуатации двигателей внутреннего сгорания, исследования длительной прочности деталей камер сгорания ДВС и оптимизация процессов теплообмена, компьютерные системы управления в ДВС, работа ДВС в различных климатических условиях и т.д.

## Награды и достижения
Заслуженный деятель науки и техники УССР (1985), академик Академии наук высшей школы Украины по отделению механики и машиностроения (1993), Отличник образования Украины (2000). Награжден медалями «За освоение целинных земель» (1958), «За трудовую доблесть» (1976). 
В 1970-90-е годы - главный редактор республиканского научно-технического сборника «Двигатели внутреннего сгорания». Автор более 300 научных трудов, инициатор создания, редактор и основной соавтор шеститомного учебника «Двигатели внутреннего сгорания» (2005), который является базовым в системе подготовки специалистов соответствующего профиля в вузах Украины. В 2008 году коллектив авторов учебника был отмечен Государственной премией Украины в области науки и техники. за этот цикл учебников. 
За фундаментальные разработки по созданию перспективных дизелей получил Награду Ярослава Мудрого АН высшей школы Украины.

## Личная жизнь
Жена — Валентина Анатольевна (1932-2002), ученый, старший научный сотрудник Харьковского политехнического института. Дочь, сын, два внука.